# 범망경보살계본 및 수보살계법
범망경보살계본 및 수보살계법(梵網經菩薩戒本 및 受菩薩戒法)은 충청북도 청주시, 청주고인쇄박물관가 소장한 고려시대의 목판본 경전이다. 2003년 8월 14일 충청북도 유형문화재 제227호 '수보살계법·범망경보살계본합본'로 지정되었다가, 2004년 5월 7일 대한민국 보물 제1407호 '범망경보살계본 및 수보살계법'로 승격, 지정되었다.

## 개요
대승불교(大乘佛敎)의 기본 계율서로서 널리 유통되어 온 범망경과 그에 따른 수계 법회(授戒法)의 규범을 함께 수록한 목판본으로 1306년 이후에 판각한 목판에서 찍어낸 것으로 보인다. 한국에서는 보기 드문 특이한 판본으로 고려와 원나라와의 교류관계를 알려주는 자료일 뿐만 아니라 서지학 및 인쇄사 연구에도 귀중한 자료이다.

## 참고 자료
- 범망경보살계본 및 수보살계법 - 국가유산청 국가유산포털